# Barr Castle (Renfrewshire)

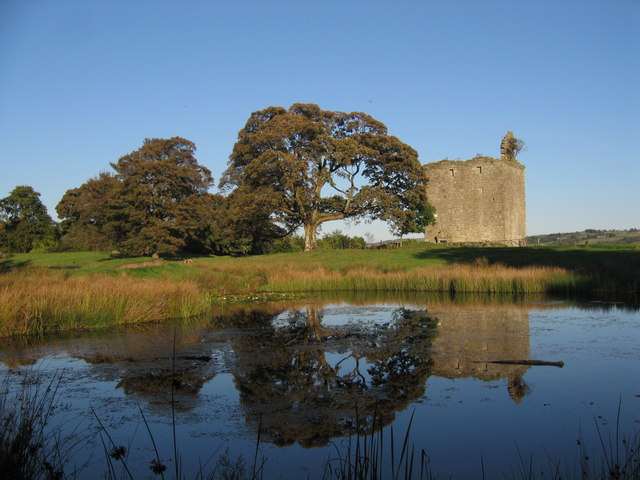
Barr Castle

Barr Castle ist die Ruine eines Wohnturms auf einer niedrigen Hügelkette südlich des Dorfes Lochwinnoch in der schottischen Council Area Renfrewshire.

## Geschichte
Der Turm wurde im 15. oder Anfang des 16. Jahrhunderts errichtet. Ende des 16. Jahrhunderts ging er in die Hände der Hamiltons aus Ferguslie über. Sie behielten die Burg bis zum Ende des 18. Jahrhunderts, verkauften sie dann und zogen in ein neues Landhaus.
Heute gilt die Ruine als Scheduled Monument.

## Architektur
Der Turm hat einen einfachen, rechteckigen Grundriss und bedeckt eine Fläche von 7,8 Meter × 10,7 Meter. Dieser Querschnitt setzt sich nach oben bis zum Ansatz der heute nicht mehr existierenden vier Ecktürme in etwa 12 Meter Höhe fort. Auf der Südseite sind der Kamin und ein Teil des Giebels erhalten.
Von außen zeigt sich die Burg sehr einfach und wirkt vor allen Dingen durch ihre Massigkeit. Der Turm hat Mauern aus grobem Bruchstein mit Werksteinen als Ecksteine. Der einzig verbleibende Gebäudeschmuck ist der Ziergiebel über dem Haupteingang, in dem sich die Initialen von Margaret Hamilton und John Wallace finden.

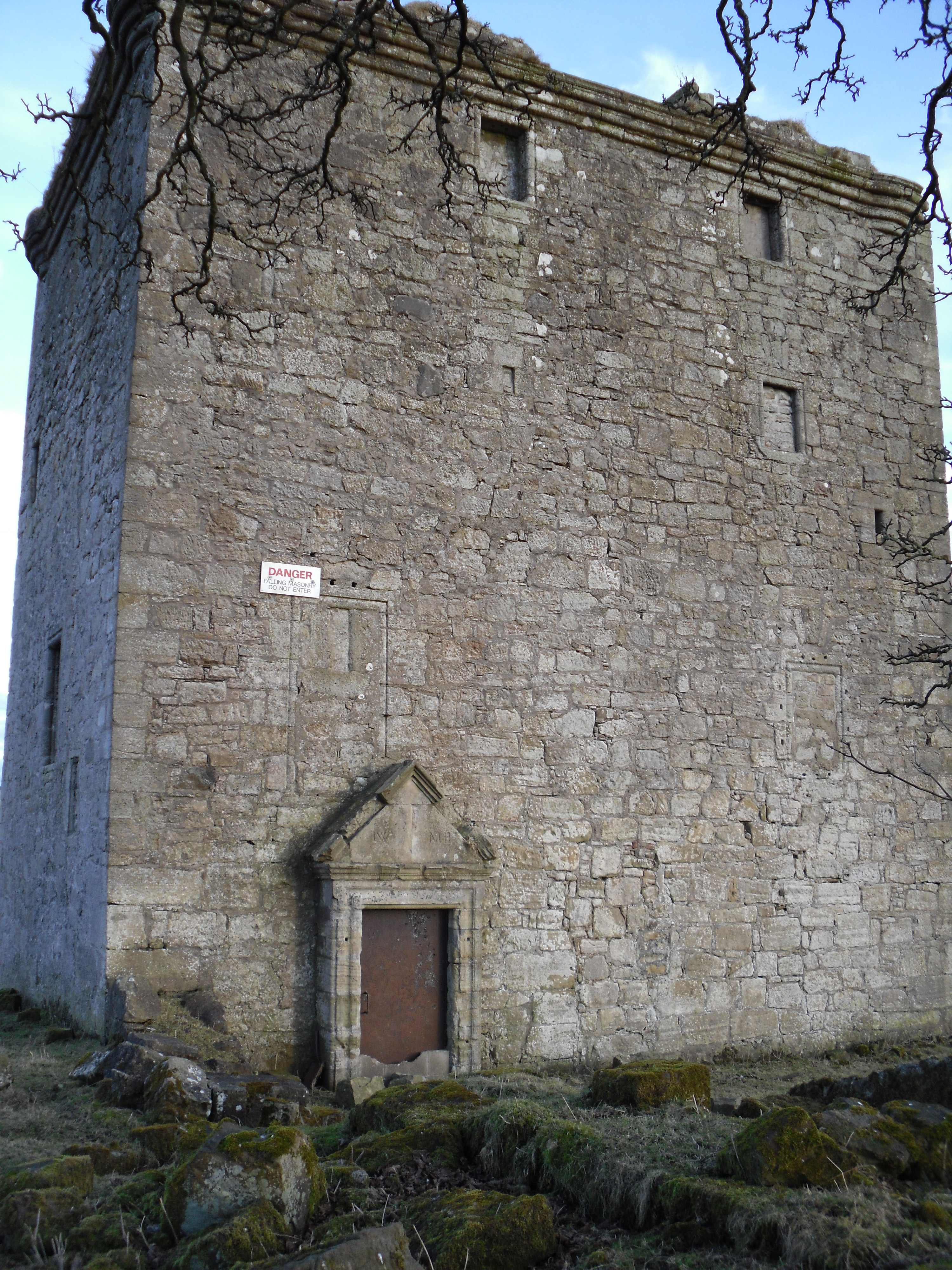
Barr Castle 2010

Der Haupteingang befindet sich im Erdgeschoss auf der Westseite. Dabei handelt es sich um einen späteren Umbau; der ursprüngliche Eingang war im ersten Obergeschoss und war durch eine Treppe zu erreichen. Fensteröffnungen sind auf allen vier Gebäudeseiten erhalten. Auch sieht man an den Mauern des Turms verschiedene Elemente, die auf spätere Veränderungen hinweisen, die vermutlich Ende des 17. Jahrhunderts durchgeführt wurden, als der Turm in ein größeres Heim umgewandelt wurde.
Vom Burghof, der von McGibbon & Ross im 19. Jahrhundert gezeichnet wurde, blieb nur wenig erhalten. Ausgedehnte Fotografien und Pläne zeigen, dass sich im Burghof verschiedene Nebengebäude befanden, z. B. ein Flügel an der südlichen Mauer des Turms, der heute nicht mehr existiert.
Das Erdgeschoss war in zwei Räume aufgeteilt, die beide Gewölbedecken besaßen. Die Eingangstüre führte in einen kleinen Gang, von dem aus man in die beiden Räume gelangen konnte. Dort setzte auch die Treppe zu den oberen Stockwerken an. Die Küche hatte eine große, mit einem sehr niedrigen Bogen versehene Feuerstelle.
Der Rittersaal füllte das gesamte erste Obergeschoss aus und wurde durch Fensteröffnungen von allen vier Seiten belichtet. Dieser Saal unterschied sich von denen im Großteil der schottischen Burgen, denn er hatte eine flache und niedrige Decke anstatt der üblichen, luftigen Bogendecke. Aus den Plänen des zweiten Obergeschosses sieht man, dass dieses ebenfalls in zwei Räume geteilt war, und zwar durch eine schmale Wand, die an den Türen der beiden Aborterker in der Südmauer ansetzte. Die beiden Räume waren nicht miteinander verbunden und konnten über zwei separate Treppen vom darunter liegenden Rittersaal aus erreicht werden. Auch das dritte Obergeschoss war in zwei Räume geteilt, von denen jeder einen Aborterker hatte. Auch diese Räume waren über eigene Treppen aus dem darunter liegenden Stockwerk erreichbar. In den dicken Mauern befanden sich Wandschränke.
Der Grundriss der Zinnen zeigt das übliche Arrangement von Schutzeinrichtungen für die Mauern vor der Einführung von Dacheindeckungen. Die Steine überlappen einander an den Verbindungen, und in der unteren Steinreihe wurden Wasserspeier ausgebildet. Sowohl die Haupttreppe als auch eine Treppe in der Nordwestecke führten zum zinnenbewehrten Dach. An der Dachkante führte ein Wehrgang um das gesamte Gebäude herum. Die Ecktürme waren mit Dächern versehen, und es gab an jedem dieser Ecktürme früher Zargen für kleine Türen und eiserne Haken für die Scharniere. Eine große Dachrinne aus an der Oberfläche ausgehöhltem Stein bildete an jedem Eckturm die Verbindung zum Hauptdach.

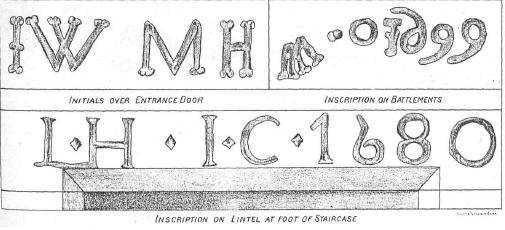
Inschriften

Verschiedene Inschriften sind in das Mauerwerk von Barr Castle geritzt. So findet man z. B. „IW“ und „MH“ am Ziergiebel über dem Haupteingang, „IH“ und „IC 1680“ über der Oberschwelle am oberen Ende der Treppe und „WO 1699“ an den Zinnen. Diese Inschriften sind die Initialen verschiedener Hamiltons, Herren von Barr, von John Wallace und seiner Gattin Margaret Hamilton, John Hamilton und Jean Cochrane.

## Die Herren von Barr
Aus der Poll Tax Roll von 1695 lassen sich die Bauernhöfe und Siedlungen der Ländereien von Barr erkennen: Dies waren die Sunnyaykers auf den Lynthills, Bridgend, Johnshill außerhalb des Dorfes Lochwinnoch und die Bauernhöfe der Cruiks, Knockbartons, Kames und Barneichs.

### Die Glens von Barr
Die Familie Glen ließ Barr Castle errichten. Nach dem Tod von Alexander Glen im April 1629 fiel die Burg an die Hamiltons von Ferguslie.

### Die Hamiltons von Barr

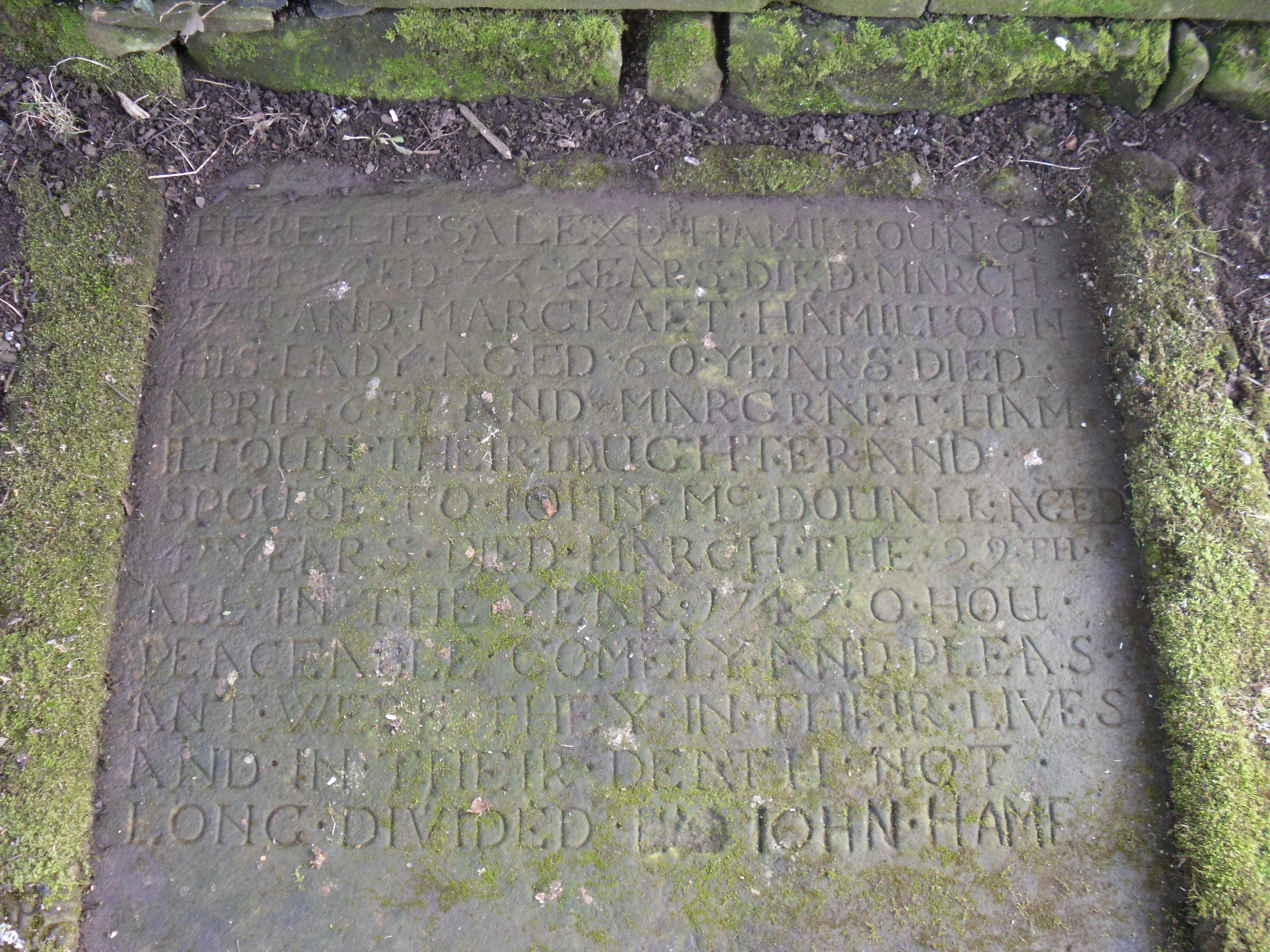
Grabstein von Alexander Hamilton von Barr

Margaret Hamilton, älteste Tochter von Allan Hamilton aus Ferguslie, heiratete John Wallace, den zweiten Sohn von William Wallace aus Elderslie. Ein Teil des Ehevertrages war, dass der Ehemann den Namen und das Wappen der Hamiltons annahm. Dementsprechend wurde am 9. Juli 1647 unter dem „Großen Siegel“ John Wallace’ dazu eine Genehmigung erteilt, daher gab es die Hamiltons von Barr.
Alexander Hamilton von Barr, Großenkel von Margaret und John, wurde 1670 geboren. Als „of Barr“ erscheint sein Name in der Poll Tax Roll von Lochwinnoch von 1695. Er wurde im Folgejahr zum Commissioner of Supply für Renfrewshire ernannt. Alexander Hamilton starb 1747 und liegt auf dem Friedhof der St John’s Kirk im Lochwinnoch begraben. Alexanders Enkel John Hamilton verkaufte das Anwesen an die Familie MacDowall. Er starb 1825 und wurde im Familiengrab in Lochwinnoch beerdigt.

### Die MacDowalls von Garthland
Seit 2011 gehört Barr Castle Fergus MacDowall von Garthland, Chef des Clans MacDowall. Aufgrund seines Status gilt die Burg als Sitz des Clans. Die Familie MacDowall hat wenig historische Verbindung zu der Burg außer seit dem 18. Jahrhundert dem Besitz des Landes, auf dem die Burg einst gebaut wurde. Die bis heute erhaltenen Inschriften – innen und außen – beziehen sich auf die Familie Hamilton aus dem 17. Jahrhundert.

## Sonstiges
Jabez Hamilton, eine der letzten Bewohnerinnen von Barr Castle, starb in einem der oberen Räume. Als die Bestatter kamen, um ihren Leichnam für das Begräbnis zu holen, hatten sie große Schwierigkeiten, ihren Sarg über die enge Wendeltreppe hinunterzubringen.